# 그리스-페르시아 전쟁
에게해 해안의 해안국가들을 휩쓸었고 육군은 헬레스폰토스 해협을 건너 트라케와 마케도니아로 진군해 들어가서 복속시켰다. 그러나 아토스산에서 페르시아 해군 선단은 폭풍을 만나 몰살했는데 헤로도토스에 따르면 300척의 배가 침몰하고 20,000명의 병사가 목숨을 잃었다고 한다. 마르도니오스는 남은 군대를 소아시아로 퇴각시켰다. 트라케의 부족인 브리간스는 퇴각하는 페르시아 군을 맞아 격렬하게 저항하여 마드로니우스에게 부상까지 입혔는데 결국 항복했다. 마르도니오스에 의한 이 원정이 과연 그리스 침공이었느냐에 대해서는 논란이 있다. 헤로도토스는 아테나이를 공격하기 위해서 라고 말하고 있지만 일단 트라케와 마케도니아를 다시 정복하여 이오니아 반란의 싹을 잘랐다는 점에서 더 이상의 진군이 필요했는가에 대한 의문이 있다.

### 마라톤 전투
기원전 490년 페르시아는 다시 한번 원정군을 조직하여 이오니아 반란을 지원한 아테나이와 에레트리아를 정벌하기 위해 떠났다. 정확한 원정군의 규모는 알려져 있지 않다. 헤로도토스는 600척의 겔리선이라고만 밝혔을 뿐이고 후대의 사가들의 기록은 200,000에서 500,000만까지 다양하게 기록하고 있다. 페르시아 원정군은 낙소스로 상륙하여 별다른 저항없이 에레트리아까지 진군하여 6일만에 에레트리아를 함락시켰다. 도시는 폐허가 되었고 신전들은 파괴당했다. 헤로도토스에 따르면 대부분의 에레트리아 주민이 소개되어 끌려갔다고 하는데 10년후 벌어진 살라미스 해전에 에레트리아에서 7척의 전함은 지원한 것을 보면 상당수 주민이 살아남아 도시를 재건한 것으로 보인다.
이후 페르시아군은 아테나이 공략에 나섰다. 아티카 지방 동쪽의 마라톤 평야에 상륙한 페르시아군은 아테나이를 향해 진군했다. 페르시아군의 침략에 아테나이는 스파르타에 전령을 보내어 지원군을 파견해 달라고 했으나 스파르타는 종교적인 이유로 지원군을 보내지 않았다고 한다. 아테나이는 자력으로 방위에 나섰다. 수적으로 우세한 페르시아군은 바다와 육지 양쪽에서 아테나이를 공략했는데 당시 아테나이의 병력은 약 10,000명정도로 추산된다. 육지에서 두 세력은 마라톤 평야에서 싸웠는데 아테나이군은 길게 보병을 배치하고 좌우 양날개에 최정예군을 배치했다. 전투가 시작되자 아테나이군의 중앙이 밀렸으나 좌우의 부대가 페르시아군을 협공하는 데 성공했다. 아테나이군의 전사자는 200명 남짓, 페르시아군은 6,400이 전사했다고 한다. 아테나이군은 수적인 열세에도 불구하고 이 전투에서 승리하고 바다쪽에서 아테나이 해군도 페르시아의 함대를 막는 데 성공하여 페르시아는 후퇴했다. 이 전투의 승전보를 가지고 아테나이로 달려온 한 병사에 대한 전설이 있는데 이것이 현대 올림픽의 마라톤의 유래가 된다.
마라톤 전투의 승리로 페르시아군이 더 이상 무적이 아니고 그리스 국가들도 연합하여 싸우면 승리한다는 것을 알게 되었다. 페르시아에 굴복했던 많은 그리스 도시국가들이 아테나이와 스파르타의 편으로 돌아섰다. 키루스 2세 이래로 정규군의 육전에서 한번도 패한적 없는 페르시아 육군은 마라톤 전투에서 유일하게 패배함으로 자존심의 상처를 입었고 이오니아의 그리스계 국가들에 대한 영향력의 약화를 우려할 처지가 되었다.

## 10년간의 정전: 기원전 490년-480년
마라톤 전투 이후 제2차 페르시아 침공이 일어나기까지 10년간 그리스의 정세는 크게 변한 것은 없다. 마케도니아의 알렉산드로스 1세는 이때 페르시아로부터 독립을 선언한 것으로 여겨진다. 그는 그리스의 고대 올림픽 경기에 참가했는데 올림픽 경기에는 순수 그리스인들만 참가할 수 있었다. 스파르타에서는 레오니다스가 권좌에 올랐다. 아테나이는 다가오는 페르시아의 침략에 대비하기 위해 준비에 나섰다. 기원전 488년 도편추방제가 처음으로 실시되어 페르시아에 항복을 주장하는 사람들을 추방시켰고 아테나이는 테미스토클레스가 이끄는 강경민중파와 아리스티데스의 온건귀족파로 나뉘었다. 페르시아의 위협에 맞서 군비증강에 따른 자력방위론을 주장하는 테미스토클레스는 도편추방제를 활용하여 정적인 아리스티데스를 추방하고 정권을 잡은 후 광산수익을 국고에 귀속시키고 군비증강에 힘썼다. 페르시아의 재침공이 점차 현실화 되자 북부의 일부 그리스 국가는 페르시아에 항복했하고 페르시아의 편으로 붙었지만 아테나이와 스파르타를 중심으로 몇몇 그리스 동맹국은 서로 반목을 그치고 페르시아의 위협 앞에 연합전선을 구축했다.
한편 페르시아는 그리스의 재침공을 위해 준비에 나섰으나 때마침 바빌로니아와 이집트에서 일어난 반란때문에 준비가 늦어졌고 기원전 485년 다리우스 1세가 죽고 그의 아들 크세르크세스 1세가 제위에 올랐다. 크세르크세스 1세는 아버지의 뒤를 이어 그리스 원정을 준비했고 대략 4년에 걸친 전쟁 준비 이후 그리스 공략에 나섰다.

## 제2차 페르시아 침공: 기원전 480년-479년
기원전 480년 크세르크세스가 친히 이끄는 페르시아의 대군은 2차 그리스 원정에 나섰다. 원정군의 병력 규모에 대해서는 많은 논란이 있다. 헤로도토스의 기록은 보병만 170만 명, 기병 8만 명, 그리스의 페르시아 동맹군 32만 명 등 총 260만 명 이상의 규모라고 적고 있으나, 후대의 사가들은 80만 명이라고 적었고, 현대의 연구자들은 9만에서 30만 명으로 본다.
크세르크세스는 헬레스폰토스 해협에 이집트와 페니키아의 군함을 연결하여 두개의 다리를 만들라고 명령하는데 폭풍으로 유실되었으나 다시 지어졌고 페르시아의 대군이 모두 건너는 데 7일이 걸렸다고 한다. 페르시아 군은 트라케와 마케도니아를 지나 남하했고 해군도 해안선을 따라 육군과 보조를 맞추어 남하했다. 그리스 측은 아테나이와 스파르타를 중심으로 연합군을 편성했고 각각 해군과 육군을 지휘했다. 그리스 연합군의 지휘관인 아테나이의 테미스토클레스는 넓은 테살리아의 평원에서의 전투가 불리하다고 판단하고 최촉의 방어선을 중부지방의 좁고 험한 산악지역인 테르모플라이에서 세우기로 하였다. 이 방어선에는 스파르타의 레오니다스가 이끄는 300명의 스파르타 전사와 그리스 각지에서 모인 4,000명의 병사가 투입되었고 테미스토클레스가 이끄는 해군은 에우보이아 곶에서 페르시아군을 맞서기로 결정했다.

### 테르모필레 전투

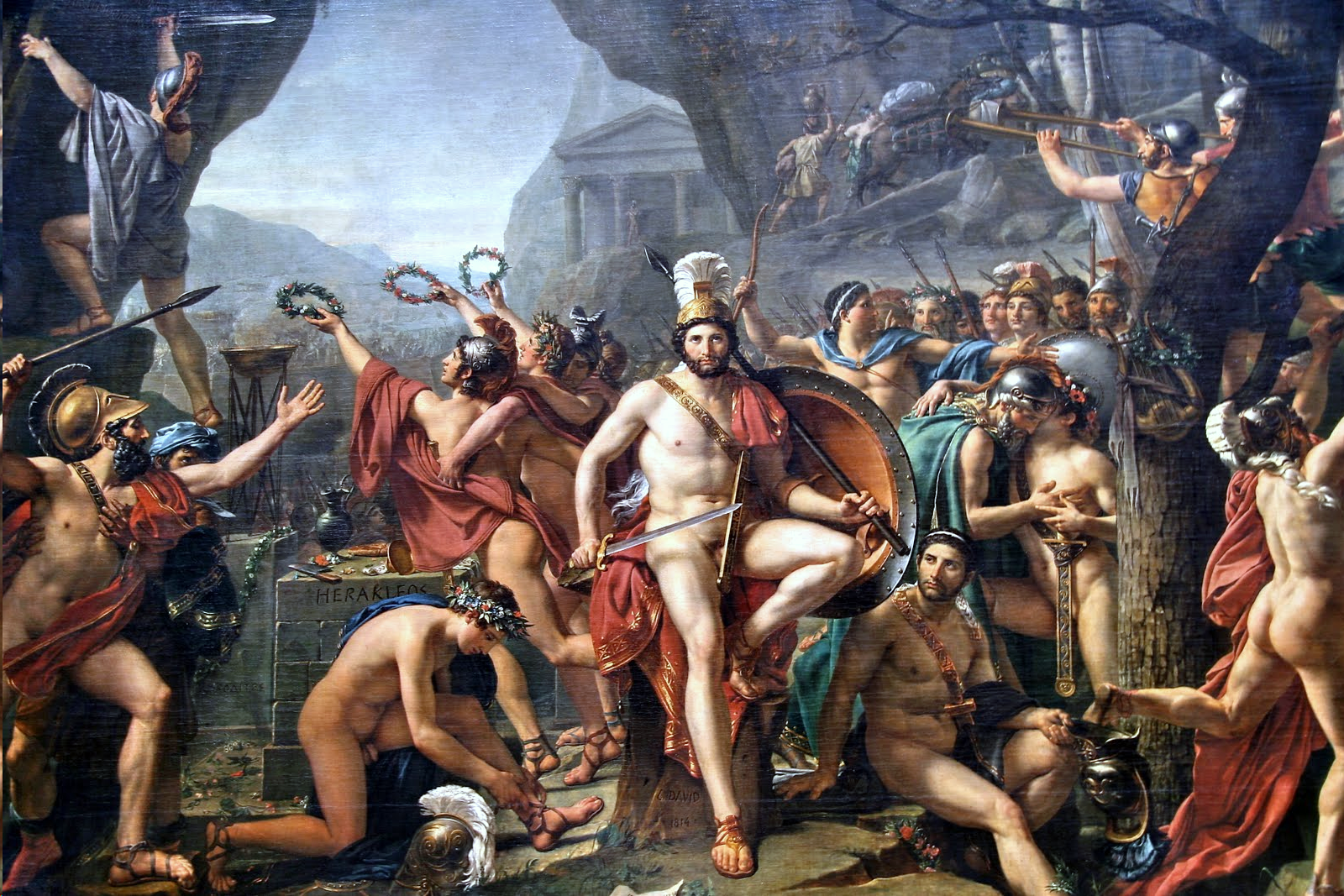
테르모필레 전투, 자크루이 다비드 그림

페르시아의 해군은 폭풍을 만나 손실을 입었고 아르테미시온에서 그리스 해군에게 저지당했고 페르시아 육군은 테르모필레에서 스파르타 300명의 병사과 그리스군의 격렬한 저항을 받았다. 페르시아 대군은 협곡에서 2일 동안 저지당하면서 많은 손실을 보았는데 3일째 되는 날, 그리스의 한 배신자가 협곡을 우회하는 샛길을 페르시아군에게 알려주어 페르시아군은 테르모퓔라이 정면돌파를 피하고 우회공격에 나서게 되었다. 이에 스파르타의 왕 레오니다스는 스파르타의 300명과 700명의 테스피아인, 포로로 잡혀있던 400명의 테베인, 900명의 헬롯을 제외한 다른 그리스인들을 철수시키고 그곳에서 전원이 전사하였다.
테르모필레에서 승리한 페르시아군은 그리스 본토를 유린하며 기원전 480년 9월경 아테나이에 입성하는데, 수도를 방어하기보다는 비워두고 시민과 병력을 살라미스 섬으로 이주시킨 아테나이 테미스토클레스의 작전으로 아테나이는 이미 소개되어 비어 있었다. 이후 벌어진 살라미스 해전에서 페르시아의 해군의 큰 군선은 좁은 살라미스의 바다에서 기동력을 잃었고 상대적으로 가벼운 그리스 갤리선에 의해 궤멸당했고 퇴각해야했다. 크세르크세스는 마침 할키디키반도에서 일어난 반란으로 그리스에서 고립되는 것을 우려하여 대부분의 병사를 소아시아로 퇴각시키고 마르도니우스를 그리스 본토에 남겨주었다.

### 크세르크세스 원정 이후
이듬해인 기원전 479년 봄, 마르도니우스는 마케도니아의 알렉산드로스 1세를 보내어 그리스와 협정을 맺으려 하였으나 그리스인들은 이를 거부했다. 스파르타의 파우사니아스 왕이 지휘하는 5만 명의 그리스 연합군은 테바이 근처의 플라타이아 평원에서 페르시아 군과 전투를 벌이고, 아테나이는 이번에도 시가지를 비우고 해상에서 승부를 거는 작전을 세웠다. 전투는 혼전이었지만 스파르타와 테게아군의 용맹으로 대세는 그리스쪽으로 기울었고 결국 마르도니우스가 전사하고 페르시아군은 퇴각했다. 페르시아군은 퇴각하면서 마케도니아의 알렉산드로스 1세의 매복에 걸려 대부분이 소아시아로 건너가지 못하고 죽었다. 한편 바다쪽에서 해군도 플라타이아 전투가 벌어진 날 페르시아의 해군을 섬멸했다.
같은 해 그리스는 반격에 나섰는데 아테나이의 해군을 주축으로한 그리스 연합함대는 에게해를 지나 소아시아로 침공했고 그리스계 도시 국가를 해방시켰다. 이후 30년간 크고 작은 페르시아와 그리스사이에 크고 작은 전투가 벌어졌는데 아테나이의 주도로 새로 결성된 델로스 동맹은 아나톨리아 해안에 있는 이오니아계 도시국가들을 페르시아의 지배로부터 해방하기 위해 계속 공세를 펼쳤는데 대체로 성공을 거두었다.

### 크세르크세스의 사후
기원전 465년, 크세르크세스가 측근 아르타바노스에게 암살되었다. 하지만 그 이후에도 전쟁은 지속되어, 에우리메돈 전투, 제1차 펠로폰네소스 전쟁, 팜프레미스 전투, 멤피스 포위전이 이어졌지만, 양측 모두 결정적인 전과를 거두지 못했다.
기원전 448년경에는 마침내 아테나이를 중심으로 한 동맹국과 페르시아 왕 아르타크세르크세스 1세 사이에 《칼리아스 평화조약》이 맺어지면서 전쟁은 끝이 났다.

## 결과
이 전쟁은 ‘자유’를 위한 싸움이라고 불렸고, 전후 자유를 구가하며 시와 축제의 소재가 되었다. 스파르타, 아테네, 코린토스 등 31개 그리스 연합 도시국가는 공동으로 델포이에 3마리의 꼬인 뱀기둥을 건립했다. 이것은 이후 콘스탄티노플의 히포드롬으로 옮겨져 오늘날도 그 일부가 남아있다. 이와 같이, 페르시아 원정을 통해 힘을 합쳤던 그리스였지만, 물밑에서는 유력한 폴리스 사이의 패권 다툼은 계속되고 있었으며, 특히 전후 아테네와 스파르타의 권력 투쟁이 표면화되었다.
이오니아에서 페르시아 세력을 몰아낸 아테네는 일련의 전쟁에서 육군 중심 국가에서 강력한 해군력을 보유한 해상 무역 국가로 성장하는데 성공했고, 에기나를 누르고, 에게해 동해안을 세력 하에 넣어 전성시대를 맞이했다. 페르시아 전쟁을 위해 아테네 주도로 체결된 델로스 동맹은 각 폴리스에서 일정한 자금을 군자금으로 모아 경제적 결속을 통해 동맹 관계를 강화한다는 취지였지만, 실태는 아테네에 의한 폴리스의 지배력 강화가 되었다. 사실, 기원전 470년 무렵에 동맹을 이탈한 낙소스는 아테네 군에게 포위되어 강제로 동맹에 재가입해야 했다. 동맹국의 징수금은 아테네의 국고로 유용되어 이후 금고 자체를 아테네에 두고 아크로폴리스 재건에도 사용하였다.
이에 반해 페르시아 전쟁에 중요한 공헌한 스파르타 등 농업 중심의 폴리스는 전쟁 승리에 대한 실리가 거의 없었다. 교역 활동이 활발한 코린토스와 에기나도 아테네의 세력에 압도되었다. 또한 아테네가 테살리아, 메가라에 이어 스파르타의 적대국 아르고스와 동맹을 맺자 스파르타와 아테네 사이에 결정적인 알력이 생겼다. 그리하여 에게해 교역의 주도권을 빼앗긴 코린토스, 에기나와 함께 스파르타는 아테네를 적대하기에 이르렀고, 이러한 대립이 이후 펠로폰네소스 전쟁으로 발전해 갔다.

## 같이 보기
- 300(2007년 3월 개봉)
- 300: 제국의 부활(2014년 3월 개봉)